# 2018 FNSうたの夏まつり
『2018 FNSうたの夏まつり』（2018 エフエヌエスうたのなつまつり）は、フジテレビ系列で2018年7月25日 19:00 - 23:28（JST）に生放送された通算7回目の『FNSうたの夏まつり』である。

## 概要
7月25日に生放送されることが6月19日にフジテレビの番組ホームページで発表された。本年は、同局の平日深夜の報道番組『FNNプライムニュース α』の放送開始時刻が23:40のため前年より10分拡大している。また、番組内容は前年のアニバーサリー企画から放送開始当初の例年通りへ戻されて、「夏に聴きたい名曲」を番組テーマに出演アーティスト同士の夢のコラボレーションをはじめ、夏ならではの弾けたスペシャル企画満載で行われた。
スペシャル企画も例年以上に満載で「ディズニー名曲メドレー」「ミュージカル・メドレー」「グレイテスト・ショーマン・メドレー」「アニソン・メドレー」「思い出の夏うた」が行われた。
平均視聴率は12.2%で、前年より大幅に上回った（ビデオリサーチ調べ、関東地区・世帯・リアルタイム）。また、瞬間最高視聴率はスペシャル企画「ディズニー名曲メドレー」で平原綾香と劇団4ドル50セントが共演して『メリー・ポピンズ』の「スーパーカリフラジリスティックエクスピアリドーシャス」を披露するシーン（21:11）で、15.1%だった（ビデオリサーチ調べ、関東地区・世帯・リアルタイム）。
平成最後の『FNSうたの夏まつり』となる。

## 当日のステージ
今回のステージの最多出演者は、劇団4ドル50セントであり、6曲に参加している。
乃木坂46・若月佑美は最後の出演となった。また、Roseliaの明坂聡美（白金燐子役）は最初で最後の出演となった。
今回は、全68曲中26曲がコラボレーション（共演）で披露された。
番組序盤では、「アニソン・メドレー」の前編として『ONE PIECE』『ゲゲゲの鬼太郎』『ちびまる子ちゃん』『ドラゴンボールZ』『美少女戦士セーラームーン』といった各アニメ作品の主題歌を出演アーティストのカバー・コラボレーションのスペシャルメドレーで披露された。番組のオープニング前に行われた。
番組前半では、「グレイテスト・ショーマン・メドレー」として映画『グレイテスト・ショーマン』の主題歌や挿入歌などの楽曲を複数の出演アーティストのカバー・コラボレーションによるメドレーで披露された。また、DA PUMPが「U.S.A.」をハロプロファンの前でモーニング娘。'18とのコラボレーションのFNSスペシャルバージョンで披露した。さらに、King & Princeが同じ事務所の先輩の夏の名曲と自身の楽曲を含めたスペシャルメドレーを披露した。
番組中盤では、「ディズニー名曲メドレー」として『シンデレラ』『リトル・マーメイド』『塔の上のラプンツェル』『美女と野獣』『白雪姫』『ピノキオ』『ジャングル・ブック』『アナと雪の女王』『メリー・ポピンズ』『ヘラクレス』『リメンバー・ミー』といったディズニー作品の主題歌や挿入歌を複数の出演アーティストのカバー・コラボレーションによるメドレーで披露された。また、一部は本家アーティストが披露した。
番組後半では、「アニソン・メドレー」の後編として『ラブライブ!サンシャイン!!』『新世紀エヴァンゲリオン』といった各アニメ作品の主題歌をアニメ界の二大声優ユニットとしてAqoursとRoseliaが出演してスペシャルメドレーで披露された。また、「ミュージカル・メドレー」として『サウンド・オブ・ミュージック』『ロミオとジュリエット』『オペラ座の怪人』『マイ・フェア・レディ』『ミス・サイゴン』『モーツァルト!』『スカーレット・ピンパーネル』『レ・ミゼラブル』といったの各ミュージカル作品の主題歌を複数の出演アーティストのカバー・コラボレーションによるメドレーで披露された。
番組終盤では、デビュー20周年を迎えた浜崎あゆみ、2年半ぶりに活動再開したEXILE、デビュー15周年を迎えたNEWS、デビュー40周年を迎えたサザンオールスターズがそれぞれFNS限定のスペシャルメドレーを披露した。
尚、今回は全ての出演アーティストが新曲や過去に発売された夏の名曲を中心に披露した。また、番組全体は生放送だが、一部の出演アーティストのパフォーマンスやスペシャル企画は事前収録で放送された。
ジャニーズ事務所からはNEWS、Hey! Say! JUMP、King & Princeの3組が出演しており、King & Princeは『FNSうたの夏まつり』に初出演となった。また、コメントゲストとして嵐、山下智久も出演した。
今回は、ジャニーズ事務所のKing & Princeを含め、Aqours、石橋陽彩、劇団4ドル50セント、CHEMISTRY、サザンオールスターズ、サラ・オレイン、ジェジュン、城田優、DA PUMP、Roselia、Beverly、横山だいすけ、BOYS AND MEN研究生、別所哲也、宮澤エマ、LiSAの17組のアーティストが『FNSうたの夏まつり』に初出演した。
氷川きよしと浜崎あゆみは2013年以来の5年ぶり、神田沙也加は2014年以来の4年ぶり、小池徹平と德永英明は2015年以来の3年ぶりの『FNSうたの夏まつり』の出演となった。
Roseliaは、地上波のテレビ番組にはこれが初出演となった。
ちなみに、AKB48が出演していた21時台の裏番組である『今夜くらべてみました』（日本テレビ）には同じAKB48グループであるHKT48の指原莉乃がMCとして出演していたが、今回披露された「センチメンタルトレイン」の選抜メンバーではない事から指原の当番組への出演はなかった。また、同じくAKB48グループであるNMB48の山本彩も選抜メンバーではないため、今回は単独での出演となったが、松井珠理奈は選抜メンバーだが、とある事情で不参加となった。
dボタン連動企画として、番組を視聴しながら放送されている演奏中の楽曲を聴いて発表されるBINGOの番号を合計3列のビンゴを揃えて最大3つのプレゼントを応募できるビンゴゲームが実施された。
トップバッターは、小池徹平とワンピース音宴がそれぞれ初めて担当してアニソン・メドレーの最初の曲として「ウィーアー!」を披露した。
大トリは、もう一つのスペシャル企画で『2017 FNS歌謡祭』でも行われた「後世に歌い継ぎたい日本の名曲」として総勢14組の出演アーティスト（下記参照）が担当して「上を向いて歩こう」を披露した。

### スペシャル企画
ディズニー名曲メドレー
- 東京ディズニーリゾートが開園35周年を迎えた記念として、『美女と野獣』『リトル・マーメイド』『ピノキオ』『アナと雪の女王』『塔の上のラプンツェル』『シンデレラ』『メリー・ポピンズ』『白雪姫』『ヘラクレス』『ジャングル・ブック』『リメンバー・ミー』といった各ディズニー作品の主題歌や挿入歌を複数の出演アーティストのカバー・コラボレーションによるメドレーで披露された。

ミュージカル・メドレー
- 前年や『2017 FNS歌謡祭』に引き続き、『モーツァルト!』『ミス・サイゴン』『レ・ミゼラブル』『サウンド・オブ・ミュージック』『ロミオとジュリエット』『オペラ座の怪人』『マイ・フェア・レディ』『スカーレット・ピンパーネル』といった各ミュージカル作品の主題歌を複数の出演アーティストのカバー・コラボレーションによるメドレーで披露された。

グレイテスト・ショーマン・メドレー
- 本年に公開された映画『グレイテスト・ショーマン』の主題歌や挿入歌などの楽曲を複数の出演アーティストのカバー・コラボレーションによるメドレーで披露された。

アニソン・メドレー
- 『2017 FNS歌謡祭』に引き続き、『ONE PIECE』『ゲゲゲの鬼太郎』『ちびまる子ちゃん』『ドラゴンボールZ』『美少女戦士セーラームーン』『ラブライブ!サンシャイン!!』『新世紀エヴァンゲリオン』といった各アニメ作品の主題歌を複数の出演アーティストのカバー・コラボレーションなどによるメドレーで披露された。また、ルフィ・鬼太郎・まる子といったアニメキャラクターも会場にかけつけて出演アーティストのパフォーマンスを盛り上げた[11]。

思い出の夏うた
- 『絶対零度〜未然犯罪潜入捜査〜』『健康で文化的な最低限度の生活』『グッド・ドクター』『限界団地』『痛快TV スカッとジャパン』『梅沢富美男のズバッと聞きます!』『VS嵐』『劇場版 コード・ブルー -ドクターヘリ緊急救命-』『累-かさね-』といった同局で放送されているドラマやバラエティ番組・公開される映画に出演している俳優陣や司会者がそれぞれ自身の思い出の夏の名曲を紹介しながら自身の思い出と共に楽曲の魅力を語った。また、過去に放送された『FNS歌謡祭』や『FNSうたの夏まつり』などのFNS音楽番組を中心にフジテレビの音楽番組やライブコンサートといった貴重な秘蔵映像VTRと共に振り返った。
- さらに、番組の放送前までにそれぞれの出演者の思い出の夏うたを選択の問題で出題して、全問正解者の中から抽選で50名に番組オリジナルTシャツがプレゼントされるクイズ企画も実施された。

## 出演者

### 司会
- 森高千里
- 渡部建（アンジャッシュ）
- 加藤綾子（フリーアナウンサー）

### 出演アーティスト
- E-girls
- AKB48
- EXILE
- 桐谷健太
- King & Prince
- CHEMISTRY
- 斉藤和義
- サザンオールスターズ
- THE ALFEE
- DA PUMP
- chay
- 德永英明
- 西野カナ
- NEWS
- 乃木坂46
- 浜崎あゆみ
- Hey! Say! JUMP
- 三浦大知
- miwa
- モーニング娘。'18
- ももいろクローバーZ
- 森高千里
- 山本彩
- 横山だいすけ
- Little Glee Monster
- 和田アキ子 with BOYS AND MEN研究生

ディズニー名曲メドレー
- 石橋陽彩
- 劇団4ドル50セント
- 小池徹平
- サラ・オレイン
- ジェジュン
- 城田優
- 中川翔子
- 乃木坂46
- Beverly
- 平原綾香
- 藤井フミヤ
- 増田貴久
- 三浦大知
- 横山だいすけ
- Little Glee Monster

ミュージカル・メドレー
- 生田絵梨花
- 石丸幹二
- 神田沙也加
- 劇団4ドル50セント
- 昆夏美
- 城田優
- 別所哲也
- 宮澤エマ
- 山崎育三郎

グレイテスト・ショーマン・メドレー
- Crystal Kay
- 劇団4ドル50セント
- 城田優
- 別所哲也
- 宮澤エマ
- 渡辺直美

アニソン・メドレー
- Aqours
- King & Prince
- 小池徹平
- Takamiy（高見沢俊彦）
- 氷川きよし
- ももいろクローバーZ
- LiSA
- Roselia

### コメントゲスト（思い出の夏うた）
- 浅利陽介
- 新垣結衣
- 嵐
- 井浦新
- 上野樹里
- 内村光良
- 梅沢富美男
- 佐野史郎
- 沢村一樹
- 土屋太鳳
- 戸田恵梨香
- 比嘉愛未
- 本田翼
- 山﨑賢人
- 山下智久
- 吉岡里帆

### その他のゲスト
- ワンピース音宴 - 小池徹平とのコラボ相手のパフォーマーとして出演。
- 野村義男 - 浜崎あゆみのパフォーマンスでギター演奏として出演。
- ティム・ウェラード - 浜崎あゆみのパフォーマンスでコーラスとして出演。

### 音楽・演奏
- 武部聡志音楽団

音楽監督：武部聡志／演奏：Dr. 村石雅行、Ba. 浜崎賢太、Gt. 鳥山雄司・遠山哲朗、Key. 清水俊也、Cho. 今井マサキ・加藤いづみ・佐々木詩織、Strings. 今野均ストリングス

## セットリスト
| 順番 | アーティスト | 楽曲                                                                                 |
| ---- | --- | ------------------------------------------------------------------------------------ |
| 1    | 小池徹平×ワンピース音宴 | ウィーアー! (1999/きただにひろし)                                                    |
| 2    | 氷川きよし | ゲゲゲの鬼太郎 (1967/熊倉一雄)                                                       |
| 3    | ももいろクローバーZ×Takamiy | おどるポンポコリン (1990/B.B.クィーンズ)                                             |
| 4    | King & Prince×Takamiy | CHA-LA HEAD-CHA-LA (1989/影山ヒロノブ)                                               |
| 5    | LiSA×Takamiy | ムーンライト伝説 (1992/DALI)                                                         |
| 6    | THE ALFEE×和田アキ子 with BOYS AND MEN研究生                                                                                           | SWEAT & TEARS (1986/THE ALFEE)                                                       |
| 7    | 和田アキ子 with BOYS AND MEN研究生 | 愛を頑張って                                                                         |
| 8    | 德永英明×ISSA(DA PUMP) | 壊れかけのRadio (1990/德永英明)                                                      |
| 9    | Hey! Say! JUMP | 真剣SUNSHINE (2016)                                                                  |
| 10   | Hey! Say! JUMP | COSMIC☆HUMAN                                                                         |
| 11   | 西野カナ | パッ (2017)                                                                          |
| 12   | 西野カナ | アイラブユー                                                                         |
| 13   | 乃木坂46 | ジコチューで行こう!                                                                  |
| 14   | E-girls | E.G. summer RIDER (2016)                                                             |
| 15   | CHEMISTRY | Point of No Return (2001)                                                            |
| 16   | CHEMISTRY | Heaven Only Knows                                                                    |
| 17   | 別所哲也×劇団4ドル50セント | The Greatest Show (2017)                                                             |
| 18   | Crystal Kay×渡辺直美×劇団4ドル50セント                                                                                                 | This Is Me (2017)                                                                    |
| 19   | 城田優×宮澤エマ | Rewrite The Stars (2017)                                                             |
| 20   | 別所哲也×城田優×宮澤エマ×Crystal Kay×劇団4ドル50セント                                                                                 | The Greatest Show (2017)                                                             |
| 21   | King & Prince | 夏の王様 (2000/KinKi Kids)                                                           |
| 22   | King & Prince | Ho! サマー (2006/タッキー&翼)                                                        |
| 23   | King & Prince | シンデレラガール                                                                     |
| 24   | miwa×ももいろクローバーZ | 君に出会えたから (2014/miwa)                                                         |
| 25   | ももいろクローバーZ | ワニとシャンプー (2011)                                                              |
| 26   | DA PUMP×モーニング娘。'18 | U.S.A. FNSスペシャルver. (DA PUMP)                                                   |
| 27   | モーニング娘。'18 | Are you Happy?                                                                       |
| 28   | モーニング娘。'18 | ザ☆ピ〜ス! (updated) (2001/モーニング娘。)                                           |
| 29   | 城田優×Beverly | 夢はひそかに (1950/アイリーン・ウッズ)                                               |
| 30   | 小池徹平×横山だいすけ | アンダー・ザ・シー (1989/サミュエル・E・ライト)                                      |
| 31   | 中川翔子 | 自由への扉 (2010/マンディ・ムーア)                                                   |
| 32   | ジェジュン×サラ・オレイン | Beauty and the Beast (1991/セリーヌ・ディオン&ピーボ・ブライソン)                    |
| 33   | 乃木坂46 | ハイ・ホー (1937/白雪姫キャスト)                                                     |
| 34   | 三浦大知 | 星に願いを (1940/ジミニー・クリケット)                                               |
| 35   | Little Glee Monster | 君のようになりたい (2016)                                                            |
| 36   | Little Glee Monster | レット・イット・ゴー (2013/イディナ・メンゼル)                                       |
| 37   | 平原綾香×増田貴久 | チム・チム・チェリー (1966/友竹正則、杉並児童合唱団)                                 |
| 38   | 平原綾香×劇団4ドル50セント | スーパーカリフラジリスティックエクスピアリドーシャス (1964/メリー・ポピンズキャスト) |
| 39   | 藤井フミヤ | Go the Distance (1997)                                                               |
| 40   | 石橋陽彩 | リメンバー・ミー                                                                     |
| 41   | 森高千里 | 渚のシンドバッド (1977/ピンク・レディー)                                             |
| 42   | chay×山本彩 | 君たちキウイ・パパイア・マンゴーだね。 (1984/中原めいこ)                             |
| 43   | 森高千里 | 気分爽快 (1994)                                                                      |
| 44   | AKB48 | センチメンタルトレイン                                                               |
| 45   | Little Glee Monster | 世界はあなたに笑いかけている                                                         |
| 46   | Aqours | 君のこころは輝いてるかい? (2015)                                                     |
| 47   | Roselia | 魂のルフラン (1997/高橋洋子)                                                         |
| 48   | 別所哲也×石丸幹二×山崎育三郎×城田優 ×宮澤エマ×昆夏美×生田絵梨花                                                                        | ドレミの歌 (1959/サウンド・オブ・ミュージックキャスト)                               |
| 49   | 山崎育三郎×城田優 | 世界の王 (2001/ダミアン・サルグ&セシリア・カラ)                                      |
| 50   | 石丸幹二×昆夏美 | ALL I ASK OF YOU (1986/サラ・ブライトマン&スティーヴ・バートン)                      |
| 51   | 神田沙也加 | だったらいいな (1956/ジュリー・アンドリュース)                                       |
| 52   | 別所哲也×劇団4ドル50セント | アメリカン・ドリーム (1989/ミス・サイゴンキャスト)                                   |
| 53   | 山崎育三郎×生田絵梨花 | 僕こそ音楽 (1999/ヴォルフガング)                                                     |
| 54   | 山崎育三郎×生田絵梨花 | 愛していれば分かり合える (1999/ヴォルフガング&コンスタンツェ)                        |
| 55   | 石丸幹二×宮澤エマ | ひとかけらの勇気 (2016/石丸幹二)                                                     |
| 56   | 別所哲也×石丸幹二×山崎育三郎×城田優 ×宮澤エマ×昆夏美×生田絵梨花×劇団4ドル50セント                                                      | ONE DAY MORE (1980/レ・ミゼラブルキャスト)                                           |
| 57   | 浜崎あゆみ | BLUE BIRD (2006)                                                                     |
| 58   | 浜崎あゆみ | Greatful days (2003)                                                                 |
| 59   | 桐谷健太 | 海の声 (2015/浦島太郎)                                                               |
| 60   | EXILE | Heads or Tails                                                                       |
| 61   | EXILE | Ki・mi・ni・mu・chu (2015)                                                           |
| 62   | 三浦大知 | Be Myself                                                                            |
| 63   | 斉藤和義 | ずっと好きだった (2010)                                                              |
| 64   | NEWS | 紅く燃ゆる太陽 (2004)                                                                |
| 65   | NEWS | weeeek (2007)                                                                        |
| 66   | NEWS | 「生きろ」                                                                           |
| 67   | サザンオールスターズ | 東京VICTORY (2014)                                                                   |
| 68   | サザンオールスターズ | 壮年JUMP                                                                             |
| 69   | AKB48×桐谷健太×CHEMISTRY×城田優 ×ジェジュン×chay×乃木坂46×NEWS ×miwa×ももいろクローバーZ ×山本彩×Little Glee Monster×鷲尾伶菜(E-girls) | 上を向いて歩こう (1961/坂本九)                                                       |

### VTR（思い出の夏うた）
- 内村光良 - サザンオールスターズ「ミス・ブランニュー・デイ (MISS BRAND-NEW DAY)」(1984)
- 梅沢富美男 - ザ・タイガース「シーサイド・バウンド」(1967)
- 佐野史郎 - 松任谷由実「真夏の夜の夢」(1993)
- 吉岡里帆 - BUMP OF CHICKEN「天体観測」(2001)
- 井浦新 - 原田芳雄「横浜ホンキートンク・ブルース」(1990)
- 沢村一樹 - 久保田利伸 with NAOMI CAMPBELL「LA・LA・LA LOVE SONG」(1996)
- 本田翼 - B'z「ultra soul」(2001)
- 山﨑賢人 - ゆず「夏色」(1998)
- 上野樹里 - aiko「カブトムシ」(1999)
- 土屋太鳳 - 井上陽水・安全地帯「夏の終りのハーモニー」(1986)
- 山下智久 - 桑田佳祐「波乗りジョニー」(2001)
- 戸田恵梨香 - サザンオールスターズ「TSUNAMI」(2000)
- 浅利陽介 - DA PUMP「Rhapsody in Blue」(1998)
- 比嘉愛未 - HY「AM11:00」(2003)
- 新垣結衣 - Mr.Children「HANABI」(2008)
- 嵐 - 嵐「Summer Splash!」(2010)

## スタッフ
- 音楽監督：武部聡志
- 構成：山内浩嗣
- デザイン：鈴木賢太
- 美術プロデューサー：三竹寛典
- アートコーディネーター：西嶋友里、鈴木あみ、鈴木真吾
- 大道具：浅見大、藤沢和雄、瀬名波康之
- アクリル装飾：斉藤祐介、相原加奈
- アートフレーム：石井智之、加藤悟
- 電飾：白鳥雄一（興進電化）、後藤佑介（テルミック）、川西紘平（テルミック）
- ファイバーワーク：西村怜子
- プラントプランナー：後藤健
- 視覚効果：鈴木希望、倉谷美奈絵
- メイク：山田かつら
- LED：齋藤淳之介（東京チューブ）、戸高睦治（東京チューブ）
- 楽器：島津哲也（サンフォニックス）
- CG：古畑資展、村上雅洋、岩瀬直孝、渡辺之雄
- TD／SW：米山和孝
- SW：馬場義土、斉藤伸介
- カメラ：上田容一郎、京田航
- 音声：太田宗孝、木村瞬、斎藤由佳
- VE：安藤悠人、杉本雄亮
- 照明プロデューサー：植松晃一
- 照明デザイン：大野遥平、朝倉康之、紙透貴仁
- PA：松田勝治、白鳥慎一郎、渡眞利泰樹、水野愛里香
- クレーン：明光セレクト、SiS
- 音楽コーディネート：大滝拓見、西村信乃
- 振付：CRE8BOY、石川ゆみ、赤沼秀実
- 編成：長嶋大介
- 広報：佐藤未郷
- ホームページ担当：渋沢恵（デジタルスペック）
- テロップ送出：小倉敦之（デジデリック）、草崎祐一郎（デジデリック）
- 音響効果：中田圭三（4-Legs）、温水義成（4-Legs）、野呂楓子（4-Legs）
- 編集：坂本貴志（共同テレビジョン）、小島嘉隆（共同テレビジョン）
- MA：藤井啓介（共同テレビジョン）
- 運営：椎名貴一（スマイルオン）
- 場内管理：坂井伸治
- TK：平野美紀子、高木美紀、江野澤郁子
- デスク：富張明子、鈴木桂子
- 協力：ハーフトーンミュージック、チャンプオート、ゲッティ
- 技術協力：fmt、共同テレビジョン、サンフォニックス、放映サービス、共立、田中電設、RPG、ピーシーライツ、富士ライト商事、伊東洋行、MTプランニング
- 制作：太田一平
- エグゼクティブプロデューサー：石田弘
- 制作進行：早川和希
- 編集ディレクター：黒岩栄治、後藤悠樹
- 送出ディレクター：志賀一寿、青木あゆみ
- フロアディレクター：大野悟、樋川優美、吉本裕亮、松舘ちひろ、渡辺由貴
- プロデューサー：土田芳美、宇賀神裕子、後藤夏美、中村峰子、加藤万貴、湯瀬恵理子、岩田恵
- ディレクター：島田和正、松永健太郎
- 演出：浜崎綾
- チーフプロデューサー：三浦淳
- 制作：フジテレビ編成制作局制作センター第二制作室
- 制作著作：フジテレビ

## 関連番組
- Love music

当番組の司会である森高・渡部がMCを務める音楽番組。
同年7月23日の放送では、「FNSうたの夏まつり直前! 見どころ徹底解説SP」と題した特別編を放送。
- 「FNSうたの夏まつり」を10倍楽しむ見どころ徹底解説!

当番組の放送の前週の6夜にわたって、同年7月17日 0:50 - 1:00、7月18日 0:45 - 0:55、7月19日 0:25 - 0:35、7月20日 0:25 - 0:35、7月21日 0:55 - 1:05、7月22日 1:15 - 1:25で放送された事前番組。
本年の出演アーティスト・企画・みどころが大きく6つに分けて紹介された。
フジテレビと一部の系列局で放送。